# Campeonato Nacional 1980 (Argentina)
El Torneo Nacional 1980, denominado oficialmente Campeonato Nacional «Libertador General Don José de San Martín» 1980, fue el sexagésimo sexto de la era profesional y el segundo del año de la Primera División argentina de fútbol. Empezó el 6 de septiembre y terminó el 21 de diciembre.
La estructura de disputa del torneo fue idéntica a la del anterior Nacional, con 28 equipos, aunque en esta ocasión fueron 11 provenientes del Torneo Regional y 17 del Metropolitano, divididos en 4 zonas de 7 equipos cada una, con dos fases, una clasificatoria, por acumulación de puntos, y otra final por eliminación, de la que participaron los dos primeros de cada zona.
El campeón fue el Club Atlético Rosario Central, haciendo valer la condición de local en la ronda decisiva, con lo que obtuvo su tercer Campeonato de Primera División, y con ello la clasificación para la Copa Libertadores 1981, acompañando al Club Atlético River Plate, ganador del Metropolitano.

## Equipos participantes

### Del torneo regular
Los 17 equipos clasificados en el Metropolitano 1980, disputado en la primera parte de la temporada, incluido el mejor ubicado de los tres descendidos, el Quilmes Atlético Club.
| Equipo             | Ciudad        | Estadio                                        |
| ------------------ | ------------- | ---------------------------------------------- |
| Argentinos Juniors | Buenos Aires  | Atlanta José Amalfitani                        |
| Boca Juniors       | Buenos Aires  | Boca Juniors                                   |
| Colón              | Santa Fe      | Brig. Gral. Estinaslao López                   |
| Estudiantes        | La Plata      | Jorge Luis Hirschi                             |
| Ferro Carril Oeste | Buenos Aires  | Ferro Carril Oeste José Amalfitani River Plate |
| Huracán            | Buenos Aires  | Tomás Adolfo Ducó                              |
| Independiente      | Avellaneda    | Independiente                                  |
| Newell's Old Boys  | Rosario       | Newell's Old Boys                              |
| Platense           | Vicente López | Platense Atlanta                               |
| Quilmes            | Quilmes       | Quilmes                                        |
| Racing Club        | Avellaneda    | Presidente Perón                               |
| River Plate        | Buenos Aires  | River Plate                                    |
| Rosario Central    | Rosario       | Rosario Central                                |
| San Lorenzo        | Buenos Aires  | Tomás Adolfo Ducó                              |
| Talleres           | Córdoba       | Olímpico de Córdoba                            |
| Unión              | Santa Fe      | Unión                                          |
| Vélez Sarsfield    | Buenos Aires  | José Amalfitani                                |

### De las plazas fijas
Los 7 equipos del interior clasificados.
| Equipo                | Ciudad                | Estadio                                |
| --------------------- | --------------------- | -------------------------------------- |
| Atlético Tucumán      | San Miguel de Tucumán | Monumental José Fierro                 |
| Central Norte         | Salta                 | Dr. Luis Güemes                        |
| Gimnasia y Esgrima    | San Salvador de Jujuy | 23 de Agosto                           |
| Instituto             | Córdoba               | Juan Domingo Perón Olímpico de Córdoba |
| Racing                | Córdoba               | Miguel Sancho Olímpico de Córdoba      |
| San Lorenzo           | Mar del Plata         | Mundialista                            |
| San Martín de Mendoza | San Martín            | Ciudad de Mendoza                      |

### Del Torneo Regional
Los 4 equipos clasificados al efecto de tomar parte del torneo.
| Equipo                  | Ciudad             | Estadio                  |
| ----------------------- | ------------------ | ------------------------ |
| Atlético Concepción     | Banda del Río Salí | Ingeniero José María Paz |
| Chaco For Ever          | Resistencia        | Chaco For Ever           |
| Cipolletti              | Cipolletti         | Cipolletti               |
| Independiente Rivadavia | Mendoza            | Ciudad de Mendoza        |

## Sistema de disputa
Primera fase: cuatro grupos con un partido interzonal (A con C, B con D), en dos ruedas todos contra todos, por acumulación de puntos.
Segunda fase: los dos primeros de cada zona en una ronda por eliminación directa, con partidos de ida y vuelta.

## Fase de grupos
Los dos primeros clasificaron a la ronda por eliminación.

### Zona A
| Pos. | Equipo                 | Pts. | PJ | PG | PE | PP | GF | GC | Dif. |
| ---- | ---------------------- | ---- | -- | -- | -- | -- | -- | -- | ---- |
| 1.º  | Rosario Central        | 17   | 14 | 7  | 3  | 4  | 24 | 13 | 11   |
| 2.º  | Racing (C)             | 17   | 14 | 8  | 1  | 5  | 20 | 15 | 5    |
| 3.º  | Estudiantes (LP)       | 16   | 14 | 6  | 4  | 4  | 27 | 17 | 10   |
| 4.º  | Vélez Sarsfield        | 14   | 14 | 5  | 4  | 5  | 23 | 21 | 2    |
| 5.º  | Gimnasia y Esgrima (J) | 14   | 14 | 4  | 6  | 4  | 20 | 24 | −4   |
| 6.º  | Racing Club            | 11   | 14 | 4  | 3  | 7  | 24 | 31 | −7   |
| 7.º  | Atlético Tucumán       | 9    | 14 | 3  | 3  | 8  | 15 | 30 | −15  |

|  | Clasificó a la fase final. |

### Zona B
| Pos. | Equipo             | Pts. | PJ | PG | PE | PP | GF | GC | Dif. |
| ---- | ------------------ | ---- | -- | -- | -- | -- | -- | -- | ---- |
| 1.º  | Argentinos Juniors | 20   | 14 | 9  | 2  | 3  | 35 | 21 | 14   |
| 2.º  | Unión              | 17   | 14 | 8  | 1  | 5  | 19 | 17 | 2    |
| 3.º  | Talleres (C)       | 16   | 14 | 6  | 4  | 4  | 24 | 12 | 12   |
| 4.º  | Huracán            | 14   | 14 | 6  | 2  | 6  | 26 | 25 | 1    |
| 5.º  | Boca Juniors       | 12   | 14 | 4  | 4  | 6  | 17 | 22 | −5   |
| 6.º  | San Martín (M)     | 12   | 14 | 3  | 6  | 5  | 14 | 27 | −13  |
| 7.º  | San Lorenzo (MdP)  | 8    | 14 | 4  | 0  | 10 | 18 | 26 | −8   |

|  | Clasificó a la fase final. |

### Zona C
| Pos. | Equipo              | Pts. | PJ | PG | PE | PP | GF | GC | Dif. |
| ---- | ------------------- | ---- | -- | -- | -- | -- | -- | -- | ---- |
| 1.º  | Newell's Old Boys   | 20   | 14 | 8  | 4  | 2  | 21 | 12 | 9    |
| 2.º  | Independiente       | 19   | 14 | 8  | 3  | 3  | 26 | 11 | 15   |
| 3.º  | Ferro Carril Oeste  | 17   | 14 | 6  | 5  | 3  | 18 | 10 | 8    |
| 4.º  | Atlético Concepción | 14   | 14 | 6  | 2  | 6  | 15 | 18 | −3   |
| 5.º  | Quilmes             | 11   | 14 | 5  | 1  | 8  | 15 | 17 | −2   |
| 6.º  | Central Norte       | 10   | 14 | 3  | 4  | 7  | 11 | 25 | −14  |
| 7.º  | Chaco For Ever      | 7    | 14 | 3  | 1  | 10 | 15 | 30 | −15  |

|  | Clasificó a la fase final. |

### Zona D
| Pos. | Equipo                  | Pts. | PJ | PG | PE | PP | GF | GC | Dif. |
| ---- | ----------------------- | ---- | -- | -- | -- | -- | -- | -- | ---- |
| 1.º  | Instituto               | 18   | 14 | 6  | 6  | 2  | 22 | 15 | 7    |
| 2.º  | River Plate             | 17   | 14 | 8  | 1  | 5  | 30 | 16 | 14   |
| 3.º  | Platense                | 17   | 14 | 7  | 3  | 4  | 25 | 14 | 11   |
| 4.º  | San Lorenzo             | 14   | 14 | 6  | 2  | 6  | 17 | 17 | 0    |
| 5.º  | Colón                   | 14   | 14 | 6  | 2  | 6  | 15 | 20 | −5   |
| 6.º  | Cipolletti              | 12   | 14 | 4  | 4  | 6  | 14 | 21 | −7   |
| 7.º  | Independiente Rivadavia | 5    | 14 | 0  | 5  | 9  | 8  | 31 | −23  |

|  | Clasificó a la fase final. |

## Fase eliminatoria

### Cuadro de desarrollo
|  | Cuartos de final                 | Cuartos de final                 | Cuartos de final                 |   |                   | Semifinales          | Semifinales          | Semifinales          |  |  | Final                | Final                | Final                |
|  | 30 de noviembre y 3 de diciembre | 30 de noviembre y 3 de diciembre | 30 de noviembre y 3 de diciembre |   |                   | 10 y 14 de diciembre | 10 y 14 de diciembre | 10 y 14 de diciembre |  |  | 17 y 21 de diciembre | 17 y 21 de diciembre | 17 y 21 de diciembre |
|  |                                  |                                  |                                  |   |                   |                      |                      |                      |  |  |                      |                      |                      |
|  | Independiente                    | 1                                | 5                                |   |                   |                      |                      |                      |  |  |                      |                      |                      |
|  | Instituto                        | 2                                | 1                                |   |                   |                      |                      |                      |  |  |                      |                      |                      |
|  | Instituto                        | 2                                | 1                                |   | Independiente     | 0                    | 5                    |                      |  |  |                      |                      |                      |
|  |                                  |                                  |                                  |   | Independiente     | 0                    | 5                    |                      |  |  |                      |                      |                      |
|  |                                  | Racing (C)                       | 4                                | 3 |                   |                      |                      |                      |  |  |                      |                      |                      |
|  | Racing (C)                       | Racing (C)                       | 4                                | 3 | 1                 | 3                    |                      |                      |  |  |                      |                      |                      |
|  | Racing (C)                       |                                  |                                  |   | 1                 | 3                    |                      |                      |  |  |                      |                      |                      |
|  | Argentinos Juniors               | 1                                | 1                                |   |                   |                      |                      |                      |  |  |                      |                      |                      |
|  |                                  |                                  |                                  |   |                   |                      |                      |                      |  |  | Racing (C)           | 1                    | 2                    |
|  |                                  |                                  | Rosario Central                  | 5 | 0                 |                      |                      |                      |  |  |                      |                      |                      |
|  | Newell's Old Boys                | 2                                | 6                                |   |                   |                      |                      |                      |  |  |                      |                      |                      |
|  | River Plate                      | 3                                | 2                                |   |                   |                      |                      |                      |  |  |                      |                      |                      |
|  | River Plate                      | 3                                | 2                                |   | Newell's Old Boys | 0                    | 1                    |                      |  |  |                      |                      |                      |
|  |                                  |                                  |                                  |   | Newell's Old Boys | 0                    | 1                    |                      |  |  |                      |                      |                      |
|  |                                  | Rosario Central                  | 3                                | 0 |                   |                      |                      |                      |  |  |                      |                      |                      |
|  | Unión                            | Rosario Central                  | 3                                | 0 | 0                 | 2                    |                      |                      |  |  |                      |                      |                      |
|  | Unión                            |                                  |                                  |   | 0                 | 2                    |                      |                      |  |  |                      |                      |                      |
|  | Rosario Central                  | 2                                | 1                                |   |                   |                      |                      |                      |  |  |                      |                      |                      |

### Cuartos de final
| Cuarto de final 1 | Cuarto de final 1 | Cuarto de final 1 | Cuarto de final 1 | Cuarto de final 1 |
| Local             | Resultado         | Visitante         | Estadio           | Fecha             |
| ----------------- | ----------------- | ----------------- | ----------------- | ----------------- |
| Rosario Central   | 2 - 0             | Unión             | Rosario Central   | 30 de noviembre   |
| Unión             | 2 - 1             | Rosario Central   | Unión             | 3 de diciembre    |

| Cuarto de final 2 | Cuarto de final 2 | Cuarto de final 2 | Cuarto de final 2   | Cuarto de final 2 |
| Local             | Resultado         | Visitante         | Estadio             | Fecha             |
| ----------------- | ----------------- | ----------------- | ------------------- | ----------------- |
| Instituto         | 2 - 1             | Independiente     | Olímpico de Córdoba | 30 de noviembre   |
| Independiente     | 5 - 1             | Instituto         | Independiente       | 3 de diciembre    |

| Cuarto de final 3 | Cuarto de final 3 | Cuarto de final 3 | Cuarto de final 3 | Cuarto de final 3 |
| Local             | Resultado         | Visitante         | Estadio           | Fecha             |
| ----------------- | ----------------- | ----------------- | ----------------- | ----------------- |
| River Plate       | 3 - 2             | Newell's Old Boys | River Plate       | 30 de noviembre   |
| Newell's Old Boys | 6 - 2             | River Plate       | Newell's Old Boys | 3 de diciembre    |

| Cuarto de final 4  | Cuarto de final 4 | Cuarto de final 4  | Cuarto de final 4   | Cuarto de final 4 |
| Local              | Resultado         | Visitante          | Estadio             | Fecha             |
| ------------------ | ----------------- | ------------------ | ------------------- | ----------------- |
| Argentinos Juniors | 1 - 1             | Racing (C)         | José Amalfitani     | 30 de noviembre   |
| Racing (C)         | 3 - 1             | Argentinos Juniors | Olímpico de Córdoba | 3 de diciembre    |

### Semifinales
| Semifinal 1   | Semifinal 1 | Semifinal 1   | Semifinal 1         | Semifinal 1     |
| Local         | Resultado   | Visitante     | Estadio             | Fecha           |
| ------------- | ----------- | ------------- | ------------------- | --------------- |
| Racing (C)    | 4 - 0       | Independiente | Olímpico de Córdoba | 10 de diciembre |
| Independiente | 5 - 3       | Racing (C)    | Independiente       | 14 de diciembre |

| Semifinal 2       | Semifinal 2 | Semifinal 2       | Semifinal 2       | Semifinal 2     |
| Local             | Resultado   | Visitante         | Estadio           | Fecha           |
| ----------------- | ----------- | ----------------- | ----------------- | --------------- |
| Rosario Central   | 3 - 0       | Newell's Old Boys | Rosario Central   | 10 de diciembre |
| Newell's Old Boys | 1 - 0       | Rosario Central   | Newell's Old Boys | 14 de diciembre |

### Final
| Final                                                    | Final     | Final           | Final               | Final           |
| Local                                                    | Resultado | Visitante       | Estadio             | Fecha           |
| -------------------------------------------------------- | --------- | --------------- | ------------------- | --------------- |
| Rosario Central                                          | 5 - 1     | Racing (C)      | Rosario Central     | 17 de diciembre |
| Racing (C)                                               | 2 - 0     | Rosario Central | Olímpico de Córdoba | 21 de diciembre |
| Marcador global: Rosario Central 5 - Racing de Córdoba 3 |           |                 |                     |                 |

#### Ficha del encuentro de ida
| 1     | POR   | Daniel Carnevali       |  |                 |
| 4     | DEF   | Juan Carlos Ghielmetti |  |                 |
| 2     | DEF   | Oscar Craiyacich       |  |                 |
| 6     | DEF   | Edgardo Bauza          |  |                 |
| 3     | DEF   | Jorge Alberto García   |  |                 |
| 8     | MED   | José Luis Gaitán       |  |                 |
| 5     | MED   | Omar Palma             |  |                 |
| 10    | MED   | Eduardo Bacas          |  | Guillermo Trama |
| 7     | DEL   | Félix Orte             |  |                 |
| 9     | DEL   | Víctor Marchetti       |  |                 |
| 11    | DEL   | Daniel Teglia          |  | Oscar Agonil    |
| D. T. | D. T. | Ángel Tulio Zof        |  |                 |

| 1     | POR   | Juan Manuel Ramos        |  |
| 4     | DEF   | Lucio Del Mul            |  |
| 2     | DEF   | Pascual Noriega          |  |
| 6     | DEF   | Héctor Eduardo Maldonado |  |
| 3     | MED   | Enrique Vivanco          |  |
| 8     | MED   | Oscar A. López           |  |
| 5     | MED   | Guillermo Aramayo        |  |
| 11    | MED   | Roberto Gasparini        |  |
| 10    | DEL   | Luis Amuchástegui        |  |
| 7     | DEL   | Miguel Ballejo           |  |
| 9     | DEL   | Atilio Oyola             |  |
| D. T. | D. T. | Alfio Basile             |  |

|  | 7'  | Edgardo Bauza (de penal) |
|  | 43' | Omar Palma               |
|  | 64' | Víctor Marchetti         |
|  | 72' | Oscar Agonil             |
|  | 76' | Guillermo Trama          |

|  | 54' | Atilio Oyola |
|  |     |              |

| Árbitro | Arturo Ithurralde |

| 1     | POR   | Daniel Carnevali       |  |                 |
| 4     | DEF   | Juan Carlos Ghielmetti |  |                 |
| 2     | DEF   | Oscar Craiyacich       |  |                 |
| 6     | DEF   | Edgardo Bauza          |  |                 |
| 3     | DEF   | Jorge Alberto García   |  |                 |
| 8     | MED   | José Luis Gaitán       |  |                 |
| 5     | MED   | Omar Palma             |  |                 |
| 10    | MED   | Eduardo Bacas          |  | Guillermo Trama |
| 7     | DEL   | Félix Orte             |  |                 |
| 9     | DEL   | Víctor Marchetti       |  |                 |
| 11    | DEL   | Daniel Teglia          |  | Oscar Agonil    |
| D. T. | D. T. | Ángel Tulio Zof        |  |                 |

| 1     | POR   | Juan Manuel Ramos        |  |
| 4     | DEF   | Lucio Del Mul            |  |
| 2     | DEF   | Pascual Noriega          |  |
| 6     | DEF   | Héctor Eduardo Maldonado |  |
| 3     | MED   | Enrique Vivanco          |  |
| 8     | MED   | Oscar A. López           |  |
| 5     | MED   | Guillermo Aramayo        |  |
| 11    | MED   | Roberto Gasparini        |  |
| 10    | DEL   | Luis Amuchástegui        |  |
| 7     | DEL   | Miguel Ballejo           |  |
| 9     | DEL   | Atilio Oyola             |  |
| D. T. | D. T. | Alfio Basile             |  |

|  | 7'  | Edgardo Bauza (de penal) |
|  | 43' | Omar Palma               |
|  | 64' | Víctor Marchetti         |
|  | 72' | Oscar Agonil             |
|  | 76' | Guillermo Trama          |

|  | 54' | Atilio Oyola |
|  |     |              |

| Árbitro | Arturo Ithurralde |

- Ficha del partido en RSSSF

#### Ficha del partido de vuelta
| 1     | POR   | Juan Manuel Ramos        |  |                      |
| 4     | DEF   | Lucio Del Mul            |  |                      |
| 2     | DEF   | Pascual Noriega          |  |                      |
| 6     | DEF   | Héctor Eduardo Maldonado |  | Horacio Baldessari   |
| 3     | MED   | Enrique Vivanco          |  |                      |
| 8     | MED   | Oscar A. López           |  |                      |
| 5     | MED   | Guillermo Aramayo        |  |                      |
| 11    | MED   | Roberto Gasparini        |  |                      |
| 10    | DEL   | Luis Amuchástegui        |  |                      |
| 7     | DEL   | Miguel Ballejo           |  | Ruben Alcides Molina |
| 9     | DEL   | Atilio Oyola             |  |                      |
| D. T. | D. T. | Alfio Basile             |  |                      |

| 1     | POR   | Daniel Carnevali       |  |                 |
| 4     | DEF   | Juan Carlos Ghielmetti |  |                 |
| 2     | DEF   | Oscar Craiyacich       |  |                 |
| 6     | DEF   | Edgardo Bauza          |  |                 |
| 3     | DEF   | Jorge Alberto García   |  |                 |
| 8     | MED   | José Luis Gaitán       |  |                 |
| 5     | MED   | Omar Palma             |  |                 |
| 10    | MED   | Eduardo Bacas          |  | Guillermo Trama |
| 7     | DEL   | Félix Orte             |  |                 |
| 11    | DEL   | Daniel Teglia          |  | Aldo Espinoza   |
| 9     | DEL   | Víctor Marchetti       |  |                 |
| D. T. | D. T. | Ángel Tulio Zof        |  |                 |

|  | 7'  | Atilio Oyola      |
|  | 82' | Roberto Gasparini |

| Árbitro | Teodoro Nitti |

| 1     | POR   | Juan Manuel Ramos        |  |                      |
| 4     | DEF   | Lucio Del Mul            |  |                      |
| 2     | DEF   | Pascual Noriega          |  |                      |
| 6     | DEF   | Héctor Eduardo Maldonado |  | Horacio Baldessari   |
| 3     | MED   | Enrique Vivanco          |  |                      |
| 8     | MED   | Oscar A. López           |  |                      |
| 5     | MED   | Guillermo Aramayo        |  |                      |
| 11    | MED   | Roberto Gasparini        |  |                      |
| 10    | DEL   | Luis Amuchástegui        |  |                      |
| 7     | DEL   | Miguel Ballejo           |  | Ruben Alcides Molina |
| 9     | DEL   | Atilio Oyola             |  |                      |
| D. T. | D. T. | Alfio Basile             |  |                      |

| 1     | POR   | Daniel Carnevali       |  |                 |
| 4     | DEF   | Juan Carlos Ghielmetti |  |                 |
| 2     | DEF   | Oscar Craiyacich       |  |                 |
| 6     | DEF   | Edgardo Bauza          |  |                 |
| 3     | DEF   | Jorge Alberto García   |  |                 |
| 8     | MED   | José Luis Gaitán       |  |                 |
| 5     | MED   | Omar Palma             |  |                 |
| 10    | MED   | Eduardo Bacas          |  | Guillermo Trama |
| 7     | DEL   | Félix Orte             |  |                 |
| 11    | DEL   | Daniel Teglia          |  | Aldo Espinoza   |
| 9     | DEL   | Víctor Marchetti       |  |                 |
| D. T. | D. T. | Ángel Tulio Zof        |  |                 |

|  | 7'  | Atilio Oyola      |
|  | 82' | Roberto Gasparini |

| Árbitro | Teodoro Nitti |

- Ficha del partido en RSSSF

## Incorporación
Al haber participado en las etapas finales por segundo año consecutivo, Instituto fue incorporado a los torneos regulares y participó del siguiente Torneo Metropolitano, por aplicación de la Resolución 1.309.

## Goleadores
| Jugador              | Jugador           | Goles | Equipo             |
| -------------------- | ----------------- | ----- | ------------------ |
| Bandera de Argentina | Diego Maradona    | 18    | Argentinos Juniors |
| Bandera de Argentina | Hugo Gottardi     | 10    | Estudiantes (LP)   |
| Bandera de Argentina | Edgardo Bauza     | 9     | Rosario Central    |
| Bandera de Argentina | Humberto Bravo    | 9     | Talleres (C)       |
| Bandera de Uruguay   | Antonio Alzamendi | 8     | Independiente      |